# Municipio de Oneida (Míchigan)
El municipio de Oneida (en inglés: Oneida Township) es un municipio ubicado en el condado de Eaton en el estado estadounidense de Míchigan. En el año 2010 tenía una población de 3865 habitantes y una densidad poblacional de 45,69 personas por km².

## Geografía
El municipio de Oneida se encuentra ubicado en las coordenadas 42°43′11″N 84°48′1″O / 42.71972, -84.80028. Según la Oficina del Censo de los Estados Unidos, el municipio tiene una superficie total de 84.59 km², de la cual 84.33 km² corresponden a tierra firme y (0.32%) 0.27 km² es agua.

## Demografía
Según el censo de 2010, había 3865 personas residiendo en el municipio de Oneida. La densidad de población era de 45,69 hab./km². De los 3865 habitantes, el municipio de Oneida estaba compuesto por el 95.81% blancos, el 0.88% eran afroamericanos, el 0.36% eran amerindios, el 0.54% eran asiáticos, el 0.03% eran isleños del Pacífico, el 0.8% eran de otras razas y el 1.58% pertenecían a dos o más razas. Del total de la población el 3.03% eran hispanos o latinos de cualquier raza.